# Ulf Kinneson
Ulf Christer Kinneson, tidigare Johansson, född 6 maj 1959 i Österplana församling, Skaraborgs län, är en svensk företagsledare och för detta badmintonspelare. Som badmintonspelare har Kinnesson vunnit tre SM i singel (1983,1986 och 1987). Han har bland annat varit VD för PUMA Nordic och Intersport.
1. ↑  Sveriges befolkning 1970, CD-ROM, Version 1.04, Sveriges Släktforskarförbund (2002).
2. ↑  Sveriges befolkning 1990, CD-ROM, Version 1.00, Riksarkivet (2011).